# او چه کسی است؟
مجموعه کتاب‌های "کی کیست؟" یا "فهرست اشخاص" (به انگلیسی: Who's Who یا Who is Who) به یک مجموعه کتاب‌های شرح حال و بیوگرافی گفته می‌شود که شرح حال شخصیت هاو نخبگان جهان را درج می‌کند. این مجموعه که ابتدا به زبان انگلیسی بود برای کشورهای مختلف و قار ه‌های جهان طراحی شده و در بخش‌های متنوعی ارائه شده و به مرور زمان شرح حال‌های جدید هم در آن درج می‌شود. شرح حال برخی از شخصیت‌های علمی معاصر ایران نیز در این مجموعه آمده است.

## نگارخانه

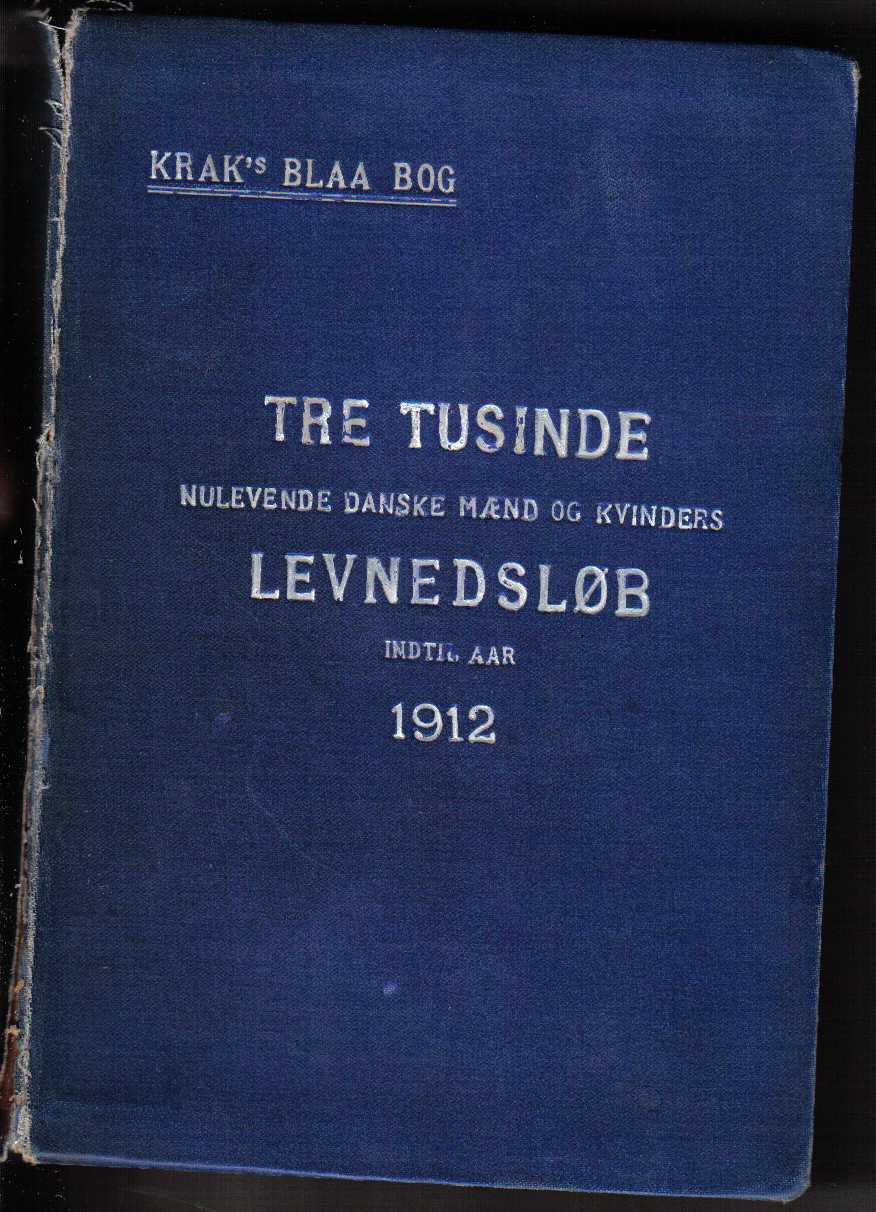
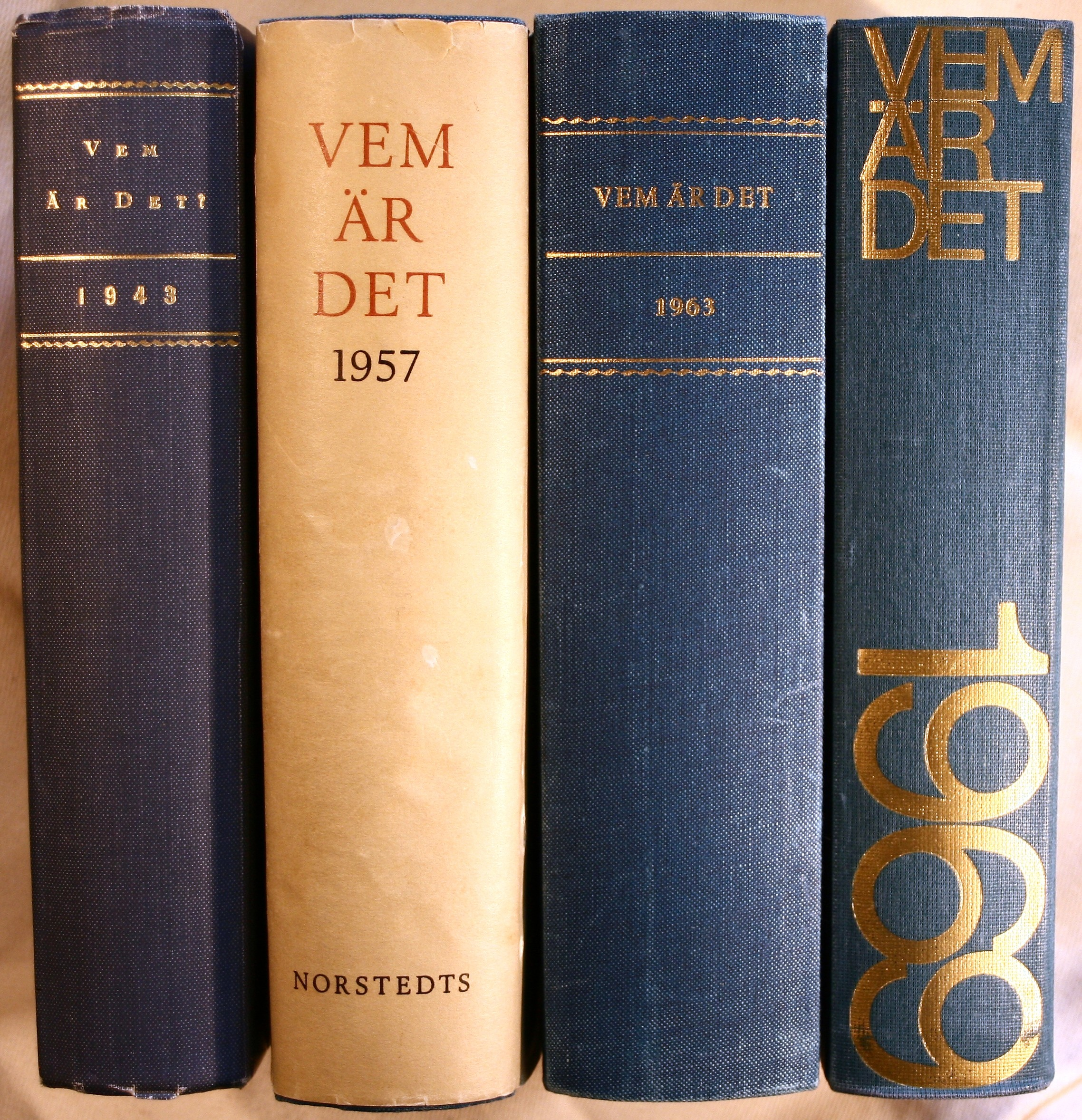
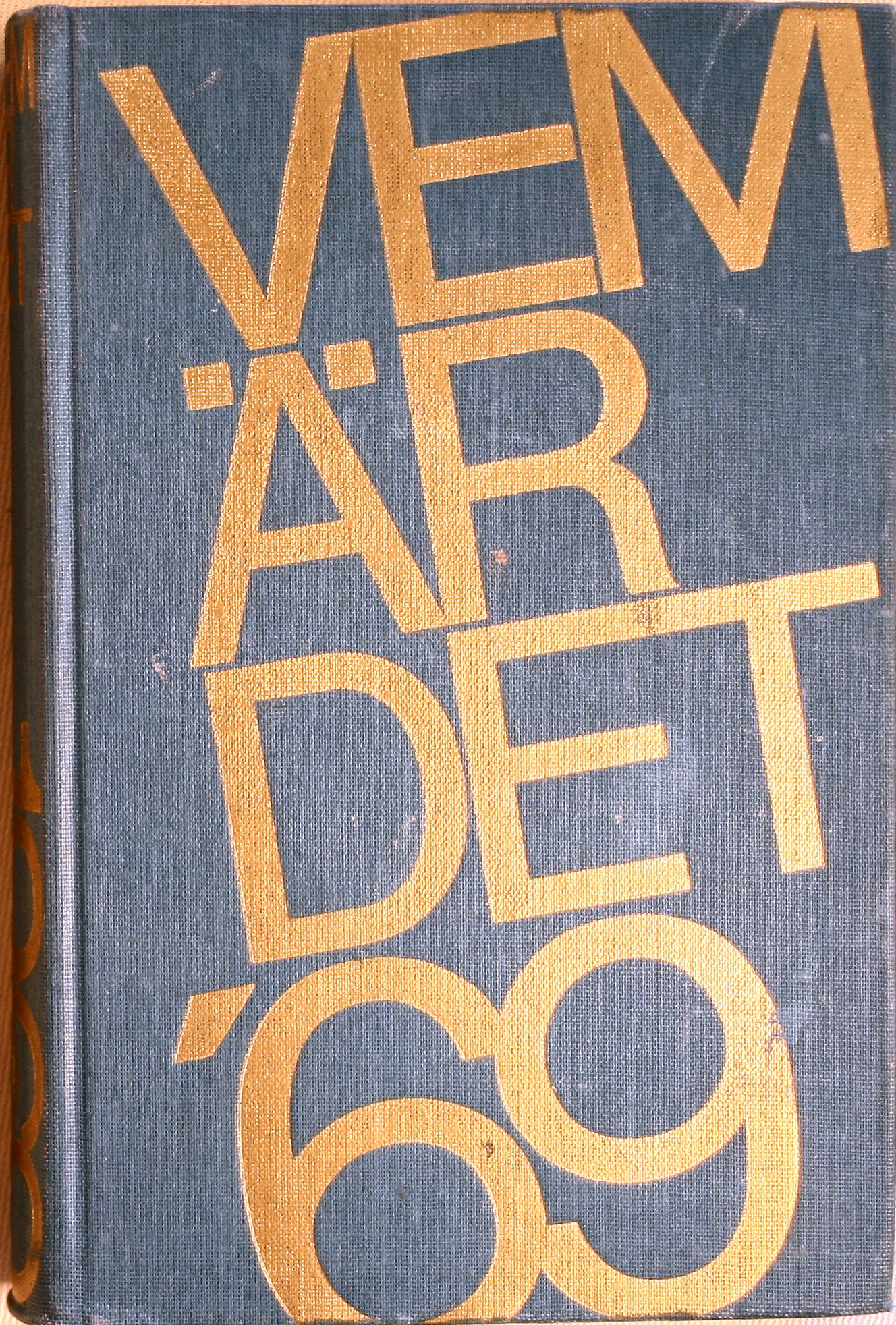